# Julien Green
Julien Green (nome francesizzato di Julian Hartridge Green; Parigi, 6 settembre 1900 – Parigi, 13 agosto 1998) è stato uno scrittore e drammaturgo statunitense che passò gran parte della sua vita in Francia.
Fu uno dei pochi autori ad essere stato pubblicato nella collezione Pléiade mentre era in vita.

## Biografia

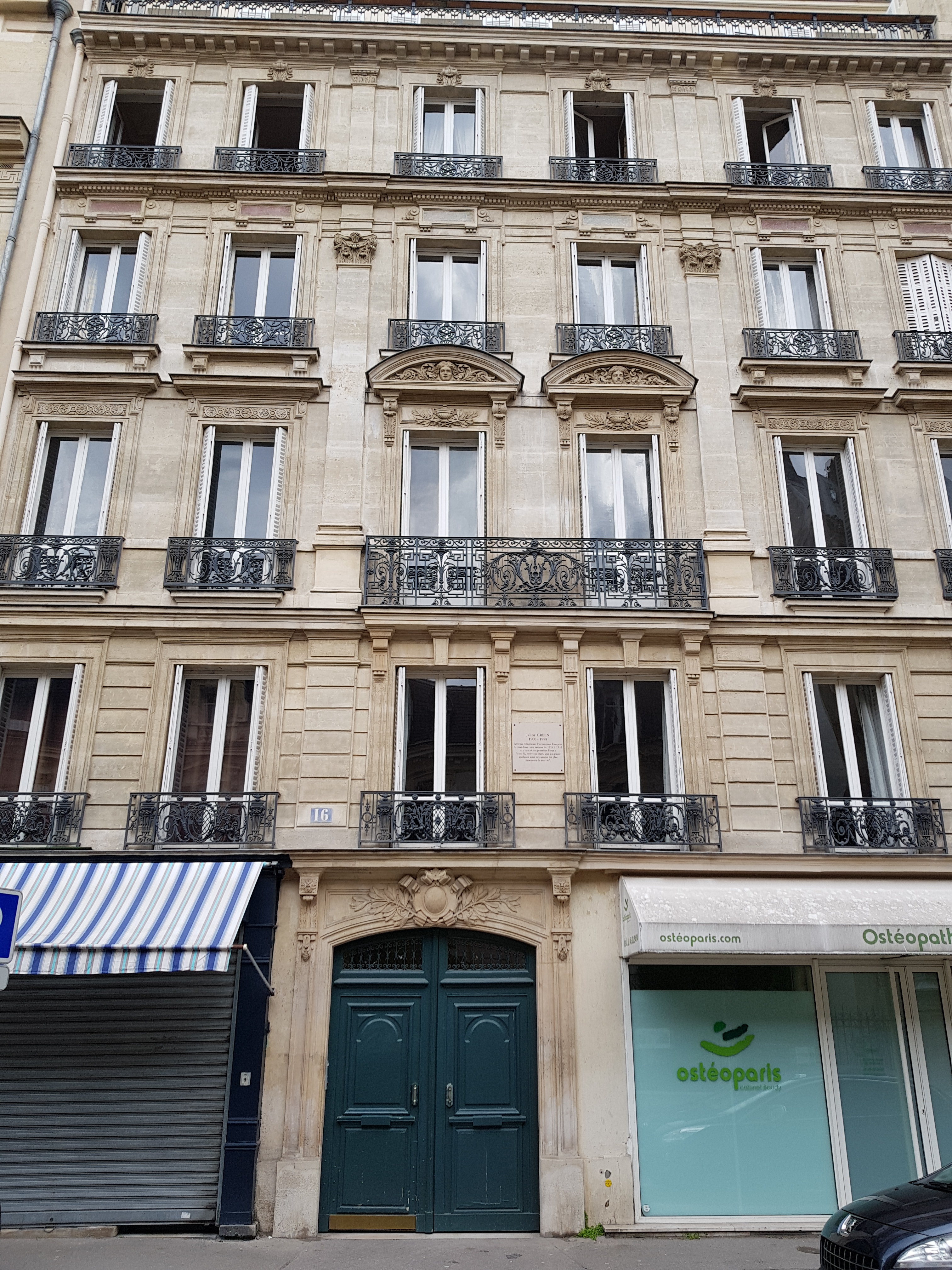
L'immobile dove visse la famiglia Green dal 1916 al 1932, 16, rue Cortambert, Paris 16e.

Julien Green nacque a Parigi, da genitori americani. La madre era figlia del senatore e rappresentante democratico della Georgia al congresso americano Julian Hartridge (1829-1879), dal quale ebbe il nome (Green è stato battezzato "Julian"; l'ortografia venne cambiata in "Julien" dal suo editore francese negli anni '20).
Entrò nel Lycée Janson-de-Sailly dove compì tutti i suoi studi. Aveva quattordici anni quando sua madre, di religione protestante, morì. In seguito, la famiglia si trasferì in Rue Cortambert, al n. 16.
Dopo la morte della madre, si convertì dal Protestantesimo al Cattolicesimo, al pari del padre e di molte delle sorelle. La cerimonia del Battesimo ebbe luogo il 29 aprile 1916 e il giorno dopo il ragazzo ricevette la Prima Comunione
Nel 1917, Julien Green si arruolò nel Servizio delle ambulanze americane; successivamente, nel 1918, fu distaccato nell'artiglieria francese. Congedato nel marzo 1919, si recò per la prima volta negli Stati Uniti nel mese di settembre e portò a termine tre anni di studio all'Università della Virginia, dove visse un primo amore casto e segreto per un compagno di studi, e dove scrisse il suo primo libro in inglese.
A Parigi, avviò una relazione con Robert de Saint Jean e tentò la carriera di pittore (conobbe Christian Bérard), ma il riconoscimento ottenuto negli anni Venti, dalle sue prime pubblicazioni, lo indirizzò definitivamente verso quella di scrittore, uno tra i maggiori scrittori di letteratura francese del XX secolo. Fu in quel periodo che iniziò a confrontarsi con l'ambiente letterario di Parigi, in particolare con Jacques Maritain e sua moglie Raïssa Oumançoff, François Mauriac, André Gide e Jean Cocteau.
Nel luglio 1940, dopo la disfatta della Francia, tornò in America. Nel 1942 fu mobilitato e mandato a New York per prestare servizio presso l'American Bureau of War Information. Da lì, cinque volte alla settimana, parlava alla Francia al programma radiofonico Voice of America, collaborando tra gli altri con André Breton. Insegnò letteratura in una facoltà di giovani americane. Fece ritorno in Francia subito dopo la seconda guerra mondiale e ritrovò la fede della sua giovinezza.
Fu eletto all'Accademia di Francia il 3 giugno 1971, al seggio 22, succedendo a François Mauriac, e fu il primo straniero ad accedere a questo onore. Il Presidente della Repubblica Georges Pompidou gli propose nel 1972 la nazionalità francese, ma l'accademico declinò il favore. L'insediamento ufficiale ebbe luogo il 16 novembre 1972. Dall'Accademia francese si dimise nel 1996, senza mai essere sostituito sino alla morte.
Julien Green è il padre adottivo dello scrittore Éric Jourdan che gli rimarrà vicino fino alla sua scomparsa. Secondo lo stesso Jourdan, nel 1994 Green avrebbe voluto andare a vivere a Forlì, in Italia, ma la fragilità della sua salute non gli consentì di realizzare il progetto. Si spense a Parigi il 13 agosto 1998.
È stato sepolto il 21 agosto 1998 a Klagenfurt (Austria) nella Chiesa di Sant'Egidio. Assai colpito da un'antica statua della Vergine Maria in occasione di una visita del 1990, lo scrittore aveva infatti espresso il desiderio di essere sepolto in una delle cappelle della chiesa. Dal 19 febbraio 2015, riposa accanto a lui anche il figlio adottivo, lo scrittore Éric Jourdan, scomparso pochi giorni prima a Parigi.

## Analisi dell'opera

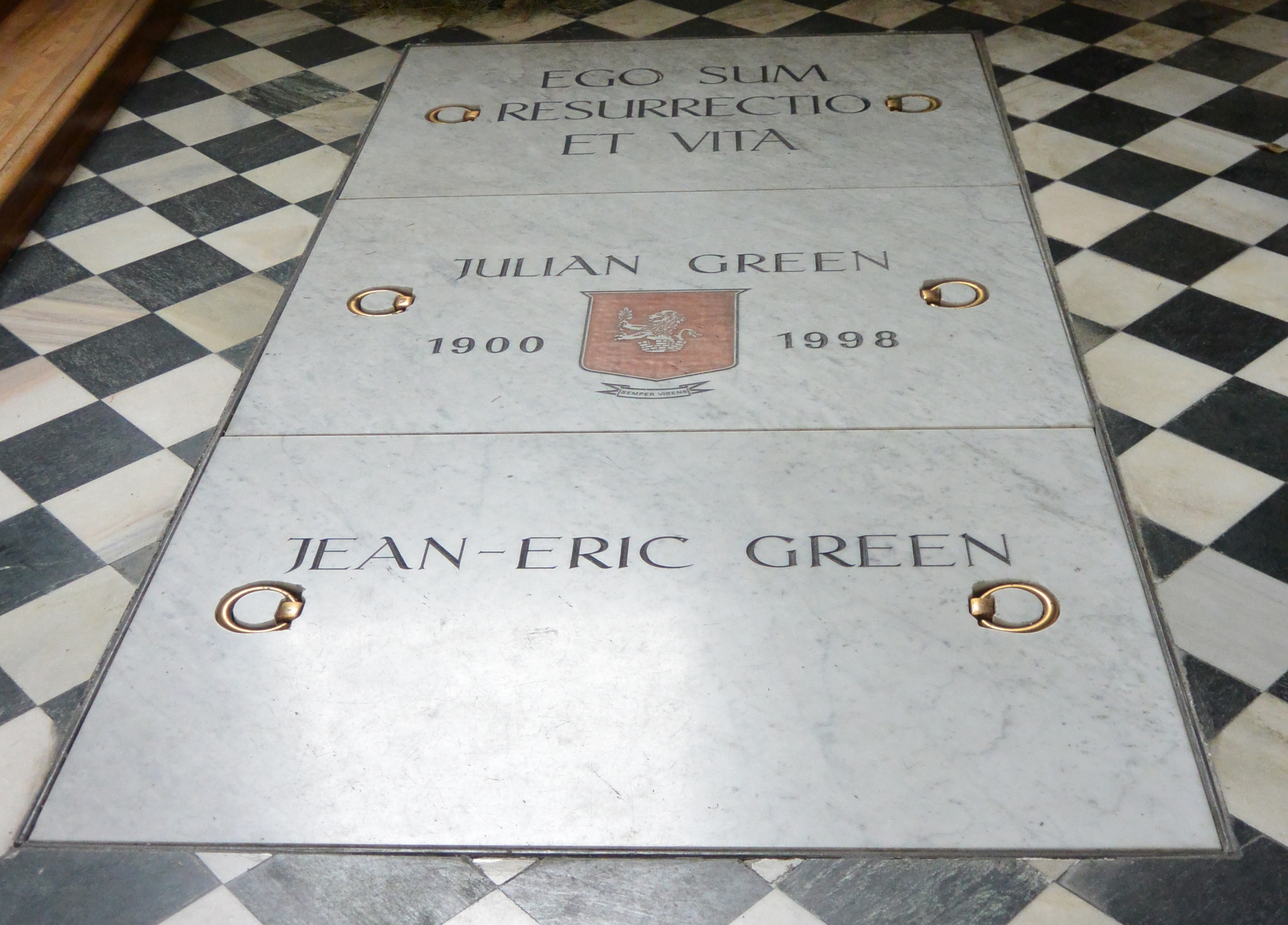
Tomba di Julien Green, Chiesa di Klagenfurt, Austria.

Tutta l'opera di Green, profondamente segnata sia dalla sua omosessualità
 che dalla sua fede cattolica, è dominata dalla questione della sessualità e da quella del Bene e del Male.
La maggior parte dei libri di questo cattolico praticante verte su problemi di fede e religione e sull'ipocrisia di cui esse sono intrise. Molti suoi libri hanno trattato degli Stati Uniti del Sud, l'autore è stato definito nei suoi scritti come un Sudista. Ereditò tale patriottismo dalla madre, che proveniva da una famiglia distinta del Sud.
In Francia, durante la sua vita e ancora oggi, la fama di Julien Green si basa non solo sui suoi romanzi, ma anche sul suo diario, pubblicato in diciannove volumi che coprono il periodo dal 1919 al 1998. Questo Journal offre una cronaca della sua vita letteraria e religiosa, e soprattutto un panorama della scena artistica e letteraria a Parigi per quasi 80 anni. Lo stile di Green, austero e risolutamente attaccato all'uso delpassato semplice –che pochi autori del suo secolo ancora praticavano – trovò il favore dell'Accademia di Francia, di cui divenne il primo membro di nazionalità straniera.
Sebbene Green abbia scritto principalmente in francese, ha pubblicato alcuni libri in inglese perché era bilingue. Ha anche tradotto alcune sue opere in inglese. Alcune di queste traduzioni sono pubblicate in Le langage et son double, con il testo inglese in fronte al testo francese.

## Onorificenze
* Commendatore della Legion d'Onore.

## Premi e riconoscimenti
- 1928 - Prix Paul Flat per il romanzo Adrienne Mesurat[13]
- 1951 - Prix littéraire de la Fondation Prince-Pierre-de-Monaco per il libro Moïra[14]
- 1966 - Grand Prix national des lettres per il libro Partire prima di giorno[13]
- 1970 - Gran premio di letteratura dell'Accademia francese[15]
- 1973 - Prix des universités alémaniques[13]
- 1974 - Prix Marcel Proust per il libro Jeunesse
- 1985 - Premio Comisso sezione Biografia, per San Francesco;[16]
- 1987 - Prix Littéraire États-Unis France per il romanzo Les pays lointains[13]
- 1988 - Gran Premio della Letteratura di Polonia[13]
- 1991 - Premio Grinzane Cavour, (gran premio della letteratura italiana)
- 1993 - Benson Medal[17]

## Opere

### Romanzi e racconti
- Mont-Cinère, 1926
  - Mont-Cinère, traduzione di Marco Forti, Milano, A. Mondadori, 1967; Milano, Longanesi, 1987.
- Adrienne Mesurat, 1927
  - Adriana Mesurat, traduzione di Arturo Tofanelli Milano, A. Mondadori, 1949; con il titolo Adrienne Mesurat, Milano, Longanesi, 1986; poi Milano, Corbaccio, 1998.
- Le Voyageur sur la terre, 1927
  - Passeggero sulla terra, traduzione di Leonardo Sinisgalli, Milano, Il saggiatore, 1959; con il titolo Passeggero in terra, trad. di Donatella Ziliotto, Milano, Serra e Riva, 1981, poi Milano, A. Mondadori, 1989; con il titolo Viaggiatore in terra, Roma, Nutrimenti, 2015.
- Léviathan, Parigi, Plon, 1929
  - Leviatan, traduzione di Vittorio Sereni, Milano, Mondadori, 1946; Milano, Longanesi, 1986.
- L'autre sommeil, Parigi, Gallimard, 1931
- Épaves, Parigi, Plon, 1932
  - Relitti, trad. di Francesco Bruno, Milano, Longanesi, 1992; Milano, TEA, 1995.
- Le Visionnaire, Parigi, Plon, 1934
  - Il visionario, traduzione di Giovanni Pacchiano, Milano, Longanesi, 2010.
- Minuit, Parigi, Plon, 1936
  - Mezzanotte, traduzione di Enrico Emanuelli, Milano, Gentile, 1944; Milano, Longanesi, 2009.
- Varouna, 1940 
  - Varuna, traduzione di Camillo Sbarbaro, Milano, Mondadori, 1953; poi Milano, Corbaccio, 1993; Milano, TEA, 1996.
- Si j'étais vous, 1947
  - Essere un altro, traduzione. di Enrico Piceni, Milano, A. Mondadori, 1951; con il titolo Se fossi in te..., traduzione di Clio Pizzingrilli, Macerata, Quodlibet, 2004.
- Moïra, Parigi, Plon, 1950
  - Moïra, traduzione di Giuseppe Ravegnani, Milano, A. Mondadori, 1957; poi Milano, Corbaccio, 1994.
- Le Malfaiteur, 1956
- Chaque Homme dans sa nuit, 1960
  - Ciascuno la sua notte, traduzione di G. Toschi e G. Valentini, Milano, Bompiani, 1962.
- L'Autre, Parigi, Plon, 1971
- La Nuit des fantômes, 1976
  - La notte dei fantasmi, traduzione di Angelo Petrosino. Torino - Milano, Sonda, 1992 (libro per bambini)
- Le mauvais lieu, Parigi, Plon, 1977
  - L'innocenza ambigua, traduzione di Elina Klersy Imberciadori, Milano, Rusconi, 1979.
- Histoires de vertige, 1984
  - Vertigine, traduzione di vari autori, a cura di Giuseppe Girimonti Greco, Roma, I Nutrimenti, 2017.
- Les Pays lointains (Dixie I), Parigi, Le Seuil, 1987
  - I paesi lontani, traduzione di Francesco Bruno, Milano, Longanesi, 1987.
- Les Étoiles du sud (Dixie II), Parigi, Le Seuil, 1989
  - Le stelle del Sud, traduzione di Francesco Bruno, Milano, Longanesi, 1990.
- Ralph et la quatrième dimension, 1991
- Dixie (Dixie III), 1994
  - Il canto del Sud, traduzione di Francesco Bruno, Milano, Longanesi, 1997.
- L'Inconnu et autres récits, 2008.

### Diario
- Les Années faciles (1926-1934), 1938
  - Diario 1928-1934, traduzione di Libero de Libero, Milano, Mondadori, 1946.
- Derniers beaux jours (1935-1939), 1939
  - Diario 1935-1939, traduzione di Libero de Libero, Milano, Mondadori, 1946.
- Devant la porte sombre (1940-1943), 1946
  - Diario 1940-1943, traduzione di Libero de Libero, Milano, Mondadori, 1949.
- L'Œil de l'ouragan (1943-1945), 1949.
- Le Revenant (1946-1950), 1951.
- Le Miroir intérieur (1950-1954), 1955.
- Le bel aujourd'hui, 1958
  - parzialmente in Diario di un anno, traduzione di G. Maggi, Vicenza, La locusta, 1967.
- Vers l'invisible (1958-1967), 1967
  - Verso l'invisibile, diario 1958-1966, traduzione di Gioia Zannino Angiolillo, Milano, Rusconi, 1973.
- Ce qui reste du jour (1966-1972), 1972
  - La luce che resta, diario 1966-1972, traduzione di Elina Klersy Imberciadori, Milano, Rusconi, 1977.
- La Bouteille à la mer (1972-1976), 1976.
- La Terre est si belle… (1976-1978), 1982.
- La Lumière du monde (1978-1981), 1983.
- L'Arc-en-ciel (1981-1984), 1988.
- L'Expatrié (1984-1990), 1990
  - L'espatriato, diario 1984-1990, traduzione di Lucia Corradini, Milano, Mursia, 1992.
- La fin d'un monde. Juin 1940, 1992
  - La fine di un mondo. Giugno 1940, curato e tradotto da Tommaso Gurrieri, Firenze, 2016.
- L'Avenir n'est à personne (1990-1992), 1993.
- On est si sérieux quand on a 19 ans, 1993.
- Pourquoi suis-je moi ? (1993-1996), 1996.
- En avant par-dessus les tombes (1996-1997), 2001.
- Le grand large du soir (1997-1998), 2006.

### Autobiografia
- Partir avant le jour, 1963 
  - Partire prima di giorno, traduzione di Marina Valente, Milano, Rizzoli, 1966.
- Mille Chemins ouverts, 1964
  - Mille strade aperte, traduzione di Marina Valente, Milano, Rizzoli, 1968.
- Terre lointaine, 1966
  - Terra lontana, traduzione di Marina Valente, Milano, Rizzoli, 1970.
- Jeunesse, 1974.
- Jeunes Années, 1985.
- Souvenirs des jours heureux, 2007.

### Saggi e biografie
- Pamphlet contre les catholiques de France, 1924
  - I cattolici, traduzione di Domenico Giuliotti, Roma, Longanesi, 1946; Svegliarsi all'amore, Roma, Logos, 1980; Contro i cattolici, Roma, Logos, 1994.
- Les Clefs de la mort, Parigi, La Pléiade, 1927.
- Suite anglaise, Parigi, Les Cahiers de Paris, 1927
  - Suite inglese, traduzione di Romeo Lucchese, Milano, Adelphi, 1994.
- Liberté chérie, Parigi, Le Seuil, 1974
  - Libertà, Roma, Logos, 1981; Sulla libertà, Genova, Marietti, 1990.
- Ce qu'il faut d'amour à l'homme, Parigi, Plon, 1978
  - L'amore di cui l'uomo ha bisogno, Roma, Logos, 1980.
- Frère François, Le Seuil, Parigi, 1983
  - San Francesco, traduzione di Graziella Cillario, Milano, Rizzoli, 1984.
- Paris, Champ Vallon, Parigi, 1983
  - Parigi, traduzione di Margherita Loy, Roma, Biblioteca del Vascello, 1991.
  - Parigi, traduzione di Marina Karam, Collana Piccola Biblioteca n.793, Milano, Adelphi, 2023, ISBN 978-88-459-3797-2.
- Le Langage et son double, 1985.
- Villes, 1985.
- Liberté chérie, Le Seuil, Paris, 1989.
- Journal du voyageur, Le Seuil, Paris, 1990.
- L'Homme et son ombre, 1991.
- Dionysos, 1994.
  - Dionysos ou La chasse aventureuse: poème en prose, 1997.
- Jeunesse immortelle, 1998.

### Teatro
- Sud, 1953.
- L'Ennemi, 1954
  - Il nemico, traduzione di Roberto Buffagni, Milano, Ricordi, 1996.
- L'Ombre, 1956.
- Demain n'existe pas, 1979
  - Non c'è domani, traduzione di Ugo Ronfani, Milano, Ricordi, 1991, messo in scena da Sandro Sequi per il Centro Teatrale Bresciano, scene e costumi Giuseppe Crisolini Malatesta con Gianni Agus, Anita Laurenzi Aldo Reggiani, Pino Censi, Sabrina Capucci, Tullio Valli.
- L'automate, 1979-1980.
- L'étudiant roux, 1993.

## Filmografia
Dalle opere di Julien Green sono stati prodotti i film per il cinema e la TV:
- Leviathan, regia di Léonard Keigel
- Adrienne Mesurat, (film per la TV 1953),
- Adrienne Mesurat (film per la TV 1969),
- Mont-Cinère, (film per la TV 1970),
- Si j'étais vous, (film per la TV 1971),